# پائولو کاسوما
پائولو کاسوما (انگلیسی: Paulo Kassoma؛ زادهٔ ۶ ژوئن ۱۹۵۱) یک سیاست‌مدار اهل آنگولا است.